# Ildefonso Obama Obono
Ildefonso Obama Obono (Puerto Iradier, hoy Cogo, 6 de mayo de 1938) es un religioso ecuatoguineano, arzobispo de Malabo hasta 2015.
El 29 de junio de 1964 fue ordenado sacerdote. El papa Juan Pablo II lo nombró obispo de Ebebiyín el 19 de noviembre de 1982. El Papa personalmente lo consagró el 6 de enero de 1983 como obispo; los co-consagrantes fueron los arzobispos de la curia Eduardo Martínez Somalo, sustituto de la Secretaría de Estado de la Santa Sede, y Duraisamy Simon Lourdusamy, secretario de la Congregación para la Evangelización de los Pueblos.
Dejó el cargo en  9 de julio de 1991 cuando fue nombrado arzobispo de Malabo.
Presentó su renuncia al cargo al papa Francisco el 11 de febrero de 2015 por razones de edad.